# Seillonnaz
Seillonnaz település Franciaországban, Ain megyében. Lakosainak száma 136 fő (2022. január 1.). Seillonnaz Bénonces, Briord, Lompnas, Marchamp és Montagnieu községekkel határos.

## Népesség
A település népessége az elmúlt években az alábbi módon változott:
| Lakosok száma | 123  | 120  | 120  | 141  | 141  | 138  | 137  | 139  | 139  | 136  |
|               | 1968 | 1982 | 1990 | 2006 | 2013 | 2015 | 2017 | 2019 | 2020 | 2022 |